# Episodi di Friday Night Lights (quinta stagione)
La quinta ed ultima stagione della serie televisiva Friday Night Lights è andata in onda negli Stati Uniti dal 27 ottobre 2010 al 9 febbraio 2011 su DirecTV.
In Italia, la quinta stagione è andata in onda dal 12 agosto 2011 ogni venerdì alle 21.15 su Joi. La stagione è inedita in chiaro.
| nº | Titolo originale             | Titolo italiano     | Prima TV USA     | Prima TV Italia   |
| -- | ---------------------------- | ------------------- | ---------------- | ----------------- |
| 1  | Expectations                 | Aspettative         | 27 ottobre 2010  | 12 agosto 2011    |
| 2  | On the Outside Looking In    | Visto dall'esterno  | 3 novembre 2010  | 12 agosto 2011    |
| 3  | The Right Hand of the Father | Impronta paterna    | 10 novembre 2010 | 19 agosto 2011    |
| 4  | Keep Looking                 | Continua a cercare  | 17 novembre 2010 | 19 agosto 2011    |
| 5  | Kingdom                      | Voglia di rivincita | 1º dicembre 2010 | 26 agosto 2011    |
| 6  | Swerve                       | Cambiare rotta      | 8 dicembre 2010  | 26 agosto 2011    |
| 7  | Perfect Record               | Record perfetto     | 15 dicembre 2010 | 2 settembre 2011  |
| 8  | Fracture                     | Tensioni            | 5 gennaio 2011   | 2 settembre 2011  |
| 9  | Gut Check                    | Prova di coraggio   | 12 gennaio 2011  | 9 settembre 2011  |
| 10 | Don't Go                     | Non andartene coach | 19 gennaio 2011  | 9 settembre 2011  |
| 11 | The March                    | Verso la finale     | 26 gennaio 2011  | 16 settembre 2011 |
| 12 | Texas Whatever               | Il Texas è il Texas | 2 febbraio 2011  | 16 settembre 2011 |
| 13 | Always                       | Nuove direzioni     | 9 febbraio 2011  | 23 settembre 2011 |